# Louis Rosenthal
Louis Rosenthal (* 25. August 1846 in Niedermeiser (Bezirk Kassel); † 20. März 1921 in Basel) war ein deutscher Bergingenieur, Schriftsteller, Zeichner, Abenteurer und Kinopionier.

## Leben
Als Sohn des wohlhabenden Mühlenbetreibers Israel Katz Rosenthal und der Henriette Müller verbrachte er mit seinen Geschwistern Moritz, Jettchen, Alfred und Jeanettchen eine unbeschwerte Kindheit in Niedermeiser, wo er bis zu seinem vierzehnten Lebensjahr die jüdische Volksschule besuchte. Nach Beendigung der Volksschule, Studium des Bergbaues an der polytechnische Schule in Kassel. Es folgten weitere Studienzeiten in Göttingen und Clausthal, bevor er zwei Jahre als Praktikant und Bergmann in den rheinischen, westfälischen und böhmischen Gebirgen arbeitete.
Nach seinem Umzug nach Basel eröffnete er als Kinopionier am 24. Dezember 1907 im Haus zur gelben Lilie an der Freien Strasse 32 mit der Fata-Morgana das erste permanente Kino in der Stadt. In dem Kino fanden 200 Menschen Platz. Nach einem Umbau in den Jahren 1911/12 sogar ca. 450 Plätze. Rosenthal eröffnete 1908 im Kleinbasel eine weitere Filiale.

## Publikationen (Auszug)
- Die Metallschätze Chiles, 1915
- Aus ewiger Nacht : Deutsche und südamerikanische Bergwerksgeschichten, 1912
- Landschafts- und Städtebilder aus Süd-Amerika. Nach der Natur aufgenommen von Louis Rosenthal, 1877
- Diesseits und Jenseits der Cordilleren. Südamerikanische Reisebilder, Skizzen und Abenteuer, 1874

### Wissenschaftliche Untersuchungen (Auswahl)
- „Die metamorphisierende Einwirkung der Basalte auf die Braunkohlenlager bei Cassel“ [1893]
- "Die tertiären Ablagerungen bei Kassel und ihre durch Basaltdurchbrüche veredelten Braunkohlenflöze [1895]

### Erinnerungen
- Von der Sonnenseite des Lebens; humorige Fahrten, Gestalten und Erinnerungen Verlag G. Müller-Mann Leipzig 1913
- Ernstes und Heiteres aus dem jüdischen Leben. Erinnerungen, Erzählungen, Kulturbilder und Humoresken, Verlag Gustav Engel Leipzig 1921